# Stazione di Quinto di Treviso
Stazione di Quinto di Treviso vasútállomás Olaszországban, Veneto régióban, Quinto di Treviso településen.

## Vasútvonalak
Az állomást az alábbi vasútvonalak érintik:
- Treviso-Ostiglia-vasútvonal

## Kapcsolódó állomások
A vasútállomáshoz az alábbi állomások vannak a legközelebb: 
- Stazione di Badoere-Levada (Stazione di Ostiglia (1911))
- Stazione di Treviso Porta Santi Quaranta (Stazione di Treviso Centrale)